# Hoplocryptus savioi
Hoplocryptus savioi là một loài tò vò trong họ Ichneumonidae.